# Carsten Linnemann
Carsten Christoffer Linnemann, né le 10 août 1977, est un économiste et homme politique allemand de l'Union chrétienne-démocrate (CDU) qui est membre du Bundestag depuis les élections de 2009, représentant la circonscription de Paderborn en Rhénanie-du-Nord-Westphalie.
À partir de 2022, Linnemann est l'un des cinq vice-présidents de la CDU, sous la direction du président Friedrich Merz. En 2024, il devient secrétaire général de la CDU, après avoir assumé le poste par intérim l'année précédente. De 2013 à 2021, Linnemann est président de la Mittelstands- und Wirtschaftsunion (MIT), l'aile pro-entreprises de la CDU/CSU’.

## Carrière
Entre 2006 et 2007, Linnemann est assistant de Norbert Walter (de), économiste en chef de la Deutsche Bank. Il travaille ensuite comme économiste à l'IKB Deutsche Industriebank de 2007 à 2009, où il se concentre sur les petites et moyennes entreprises.[réf. nécessaire]

## Carrière politique
Depuis 2009, Linnemann siège à la commission du travail et des affaires sociales, où il est rapporteur de son groupe parlementaire sur les prestations sociales (Arbeitslosengeld II).
Dans les négociations pour former une Grande Coalition des démocrates-chrétiens (CDU/CSU) et des sociaux-démocrates (SPD) à la suite des élections fédérales de 2013, Linnemann fait partie de la délégation CDU/CSU au sein du groupe de travail sur la politique du travail, dirigé par Ursula von der Leyen et Andrea Nahles. Dans des pourparlers similaires à la suite des élections fédérales de 2017, il fait de nouveau partie du groupe de travail sur les affaires sociales, cette fois dirigé par Nahles, Karl-Josef Laumann et Barbara Stamm (en). Cependant, il s'abstient ensuite lors du vote de la direction du parti sur l'approbation de la grande coalition renouvelée sous la direction de la chancelière Angela Merkel.
De 2018 à 2021, Linnemann est vice-président du groupe parlementaire CDU/CSU sous la direction des présidents successifs Volker Kauder et Ralph Brinkhaus. À ce titre, il supervise les initiatives du groupe sur la politique économique, les petites et moyennes entreprises, le tourisme et l'énergie.
Depuis 2022, Linnemann dirige un groupe de travail - aux côtés de Serap Güler et Mario Voigt - chargé de rédiger la nouvelle plate-forme de parti de la CDU.

## Autres activités
- Centre de compétence pour la technologie énergétique durable, Université de Paderborn, membre du conseil consultatif (depuis 2011)
- Institut de conception légère avec systèmes hybrides (ILH), Université de Paderborn, membre du conseil consultatif (depuis 2011)
- Fondation Ludwig-Erhard (de), membre
- SC Paderborn 07, vice-président du Conseil consultatif des entreprises

## Positions politiques
Le 17 juillet 2015, Linnemann vote contre la proposition du gouvernement de négocier un troisième plan de sauvetage pour la Grèce. En juin 2017, il vote contre l'introduction du mariage homosexuel en Allemagne.
En 2019, Linnemann suscite de vives critiques pour avoir déclaré que les enfants qui parlent peu l'allemand ne devraient pas être immédiatement autorisés à entrer à l'école primaire.
Avant les élections législatives de 2021, Linnemann soutient Armin Laschet comme candidat conjoint des démocrates-chrétiens pour succéder à la chancelière Angela Merkel.